# Meathook Seed
Meathook Seed war eine britische Metal-Band, die als Nebenprojekt von Mitch Harris von Napalm Death gilt.

## Geschichte
Meathook Seed wurde 1992 als Nebenprojekt von Mitch Harris (Napalm Death) gegründet. Der Name des Projekts stammt aus dem 1989 erschienenen Buch Raism von James Havoc und ist dort der Titel des ersten Kapitels. Das Debütalbum „Embedded“ wurde 1993 auf Earache Records veröffentlicht, als Gastmusiker waren Donald Tardy und Trevor Peres von der amerikanischen Death-Metal-Band Obituary zu hören. Shane Embury, Bassist von Napalm Death, steuerte einige Samples und Basspassagen bei. Um 1994 verließen die zwei Obituary-Mitglieder das Projekt, das nach Auskunft von Donald Tardy für die Musiker eine wirklich gute Erfahrung war.
Während das erste Album noch dem Industrial Metal zuzuordnen ist, wollte Harris aufgrund seiner persönlichen musikalischen Entwicklung mehr melodiöse Aspekte in seiner Musik. Zunächst war er jedoch für einige Jahre durch sein Engagement bei Napalm Death sowie durch seine Familie nicht in der Lage, Songs für das geplante nächste Album zu schreiben. Daher begann er erst 1997 damit, neue Stücke zu komponieren. Allerdings sah er seine kompositorischen Fähigkeiten eher im rhythmischen Bereich, weshalb er sich nach einem Musiker umsah, der melodiösere Elemente in die Musik einbringen konnte. Über Colin Richardson, der als Musikproduzent für Napalm Death arbeitete, kam der Kontakt zu Christophe Lamouret, Sänger der relativ unbekannten französischen Band Out, zu Stande und die Arbeiten zum zweiten Album „B.I.B.L.E. (Basic Instructions Before Leaving Earth)“ konnten begonnen werden. Unterbrochen von einer Tournee mit Napalm Death, verzögerte sich das Mastering und das zweite Album erschien mit etwas Verspätung im Oktober 1999 bei Dream Catcher.
Meathook Seed spielten in der Zeit ihres Bestehens nur zwei Live-Shows. Während Harris im Jahr 2000 noch unentschlossen im Hinblick auf den Fortbestand des Projektes war, bestätigte er in einem Interview 2007, dass es keine weiteren Veröffentlichungen von Meathook Seed geben wird. Im Jahr 2013 rief Harris das Projekt Menace ins Leben, für dessen Debütalbum Impact Velocity er auf Songs zurückgriff, die er ursprünglich für Meathook Seed geschrieben hatte, die jedoch nicht in das musikalische Konzept des Projektes gepasst haben.

## Diskografie
- 1993: Embedded (Earache Records)
- 1999: B.I.B.L.E. (Dream Catcher)